# 尼達 (立陶宛)
尼達是位於立陶宛西部的一個城市，靠近立陶宛和俄羅斯飛地加里寧格勒。尼達也是立陶宛著名的度假城市，約有人口1650人。

## 外部連結
- 维基共享资源上的相關多媒體資源：尼達

55°18′N 21°00′E / 55.300°N 21.000°E